# (34059) 2000 OS45
2000 OS45 (asteroide 34059) é um asteroide da cintura principal. Possui uma excentricidade de 0.14340350 e uma inclinação de 10.34316º.
Este asteroide foi descoberto no dia 30 de julho de 2000 por LINEAR em Socorro.